# 1972–1973-as magyar labdarúgókupa
Az 1972–1973-as magyar labdarúgókupa küzdelmeiben 1066 csapat indult. Az NB I-es csapatok az országos főtábla 2. fordulójában kapcsolódtak be. A döntőre május 1-jén került sor. A Vasas SC 18 év után hódította el ismét a trófeát. A győztes új serleget kapott, mivel a régi díjat ellopták.

## Első forduló
| 1. csapat                        | Eredmény | 2. csapat                   |
| -------------------------------- | -------- | --------------------------- |
| 1972. október 4.                 |          |                             |
| Bárnai TSZ SK                    | 0–1      | BVSC                        |
| Gránit SK                        | 0–3      | Egri Vasas                  |
| Gödöllői Vasas                   | 1–1      | MEDOSZ ERDÉRT               |
| Barcsi SC                        | 0–0      | Pécsi Helyiipari SK         |
| 12. sz. Volán                    | 0–1      | Szekszárdi Dózsa            |
| Szegedi VSE                      | 1–2      | Békéscsabai Előre Spartacus |
| Orosházi Kinizsi                 | 3–1      | Kecskeméti Dózsa            |
| Debreceni Kinizsi                | 0–2      | Szolnoki MTE                |
| Ajkai Alumínium                  | 1–4      | Savaria Cipőgyár            |
| Zalaszentgróti Spartacus         | 1–1      | NIKE Fűzfői AK              |
| Budafoki MTE                     | 2–4      | Kazincbarcikai Vegyész      |
| Hajdúböszörményi Gépjavító Vasas | 2–1      | Fehérgyarmati MEDOSZ        |
| Tállyai Építők                   | 1–3      | Bp. Spartacus               |
| Ságvári SE                       | 2–1      | Miskolci Üveggyár           |
| Győri Textiles                   | 2–3      | Dorogi AC                   |
| Bábolnai SE                      | 0–1      | Dunaújvárosi Kohász         |

## Második forduló
| 1. csapat                   | Eredmény | 2. csapat          |
| --------------------------- | -------- | ------------------ |
| 1973. február 21.           |          |                    |
| Szekszárd                   | 2–4      | Szegedi EOL        |
| Békéscsabai Előre Spartacus | 0–1      | Vasas              |
| Szolnoki MTE                | 2–2      | Salgótarjáni BTC   |
| Dorogi AC                   | 0–4      | Videoton           |
| Dunaújvárosi Kohász         | 3–1      | Ferencvárosi TC    |
| BVSC                        | 3–1      | Pécsi MSC          |
| Sabaria Cipőgyár            | 1–3      | MTK                |
| Kazincbarcikai Vegyész      | 1–1      | Komlói Bányász     |
| Egri Vasas                  | 1–3      | Újpesti Dózsa      |
| Orosházi Kinizsi            | 0–5      | Tatabányai Bányász |
| Zalaszentgróti Spartacus    | 0–3      | VM Egyetértés      |
| Barcsi SC                   | 0–2      | Diósgyőri VTK      |
| Ságvári SE                  | 0–4      | Bp. Honvéd         |
| Gödöllői Vasas              | 0–6      | Zalaegerszegi TE   |
| Hajdúböszörményi Gépjavító  | 1–10     | Rába ETO           |
| 1973. február 22.           |          |                    |
| Bp. Spartacus               | 4–2      | Csepel SC          |

## Nyolcaddöntő
| 1. csapat              | Eredmény | 2. csapat          |
| ---------------------- | -------- | ------------------ |
| 1973. február 25.      |          |                    |
| Újpesti Dózsa          | 1–2      | Videoton           |
| Vasas                  | 5–2      | Diósgyőri VTK      |
| Szegedi EOL            | 1–4      | Tatabányai Bányász |
| Dunaújvárosi Kohász    | 1–2      | Rába ETO           |
| Szolnoki MTE           | 1–0      | Zalaegerszegi TE   |
| BVSC                   | 0–2      | Bp. Honvéd         |
| Kazincbarcikai Vegyész | 1–0      | VM Egyetértés      |
| Bp. Spartacus          | 0–0      | MTK                |

## Negyeddöntő
| 1. csapat              | Eredmény | 2. csapat         |
| ---------------------- | -------- | ----------------- |
| 1973. február 28.      |          |                   |
| Szolnoki MTE           | 0–0      | Rába ETO          |
| Bp. Spartacus          | 2–3      | Vasas             |
| Kazincbarcikai Vegyész | 0–2      | Videoton          |
| Bp. Honvéd             | 2–1      | Tatabánya Bányász |

## Elődöntő
| 1. csapat         | Eredmény     | 2. csapat |
| ----------------- | ------------ | --------- |
| 1973. március 14. |              |           |
| Szolnoki MTE      | 0–1          | Vasas     |
| Bp. Honvéd        | 1–1 te.: 3-0 | Videoton  |

## Döntő
| 1973. május 1. 17:00 |

| Vasas SC                       | 4–3 (h. u.)     | Budapesti Honvéd      |
| ------------------------------ | --------------- | --------------------- |
| Várady 7' 40' 98' Kovács F 77' | (2–1, 3–3, 4–3) | Kozma 55' 83' Pál 14' |

| Népstadion, Budapest Nézőszám: 10 000 Játékvezető: Somlai Lajos Asszisztensek: Halász Mihály, Marton László |

| Vasas SC:    |  |                |  |      |
|              |  |                |  |      |
| K            |  | Tamás Gyula    |  |      |
| V            |  | Török Péter    |  |      |
| V            |  | Fábián Tibor   |  |      |
| V            |  | Lakinger Lajos |  |      |
| V            |  | Ihász Kálmán   |  |      |
| KP           |  | Müller Sándor  |  | 105' |
| KP           |  | Kovács Ferenc  |  |      |
| KP           |  | Vidáts Csaba   |  |      |
| CS           |  | Szabó Sándor   |  |      |
| CS           |  | Várady Béla    |  |      |
| CS           |  | Gass István    |  | 84'  |
| Cserék:      |  |                |  |      |
|              |  | Szőke István   |  | 84'  |
|              |  | Bazsánt József |  | 105' |
| Vezetőedző:  |  |                |  |      |
| Baróti Lajos |  |                |  |      |

| Bp. Honvéd:     |  |                  |  |     |
|                 |  |                  |  |     |
| K               |  | Bicskei Bertalan |  |     |
| V               |  | Kelemen József   |  |     |
| V               |  | Egervári Sándor  |  |     |
| V               |  | Szűcs Lajos      |  |     |
| V               |  | Lukács Sándor    |  |     |
| KP              |  | Pál József       |  |     |
| KP              |  | Kocsis Lajos     |  |     |
| KP              |  | Pintér Sándor    |  |     |
| Cs              |  | Pusztai László   |  |     |
| CS              |  | Kozma Mihály     |  |     |
| CS              |  | Morgós Gábor     |  | 64' |
| Cserék:         |  |                  |  |     |
|                 |  | Bódi Zoltán      |  | 64' |
| Vezetőedző:     |  |                  |  |     |
| Mészáros József |  |                  |  |     |

A Vasas MNK-ban szerepelt játékosai: Tamás Gyula (4), Mészáros Ferenc (2) – Bazsánt József (1), Fábián Tibor (5), Gass István (2), Ihász Kálmán (4), Komjáti András (4), Kovács Ferenc (4), Lakinger Lajos (5), Müller Sándor (4), Puskás Lajos (4), Szabó Sándor (5), Szőke István (1), Tóth Bálint (4), Török Péter (5), Várady Béla (5), Vidáts Csaba (5)